# 路易吉·喬爾吉
路易吉·喬爾吉（義大利語：Luigi Giorgi；1987年4月19日—）是一位意大利足球運動員。在場上的位置是中場。他現在效力於意大利足球甲級聯賽球隊亞特蘭大足球俱樂部。